# 邕港高速动车组列车
邕港高速動車組列車是中國鐵路運行於廣西壯族自治區南寧市南寧東站至香港特別行政區香港西九龍站的高速動車組列車。

## 历史
南广铁路与广深港高速铁路的跨线车最初只有一班南宁东至深圳北的临时旅客列车，2015年3月20日起开行图定跨线列车。截至2018年，邕深两地之间已有3对直通高速动车组列车，但这些列车的车票长期紧俏。中国铁路南宁局集团有限公司也曾于2018年表示“争取加开南宁至香港、桂林至香港的直达动车”，但广深港高速铁路香港段2018年9月开通时，香港与广西之间的直通列车只有一对经停桂林西站的G312/313、G314/311次。
2019年7月10日，因应全國鐵路調整運行圖，香港西九龙～广州南G6552/6551次延长至南宁东并改由南宁局集团担当，车次改为G418/417次，成为「邕港高速动车组」，而廣西壮族自治区政府亦於7月2日舉行新聞發佈會以作通報。
列车首发当天，旅客中有70%以上以香港为目的地，中国铁路南宁局集团有限公司及广西文化和旅游厅也在南宁东站也在列车上举办广西非物质文化遗产主题列车推广活动。
2020年1月30日起因香港西九龙站管制站受湖北省爆發疫情影響而关闭，列车运行区间缩短至南宁东-福田，已購票乘客可獲無條件退款。
2023年4月1日，因应香港西九龙站恢复跨广东省列车，运行区间恢复为南寧東-香港西九龙。
2024年1月10日全國鐵路調整運行圖起，G417/418次使用列车由开行起使用的和諧號CRH380A型电力动车组变更为复兴号CR400AF型电力动车组(重聯運行)，2025年1月5日又更换为重联CR400AF-S型，全列定员增至1238人。

## 列車乘務工作
為配合列車開通，南寧局集團於2019年第2季起，安排了多個部門的人員作「進港列車」強化訓練。
南寧客運段於2019年第2季就服務該列車的乘務員進行選拔，並舉行「香港西九龍高鐵列車乘務員培訓班」，最終從逾500名的待選者中選出45名乘務員進入服務班組。乘務員需額外學習有關跨境列車的相關出入境法律法規、乘客組織及管理規則以及安全衛生知識，並安排導師作粵語及英語培訓，以配合广东及香港旅客的语言习惯，而南寧客運段亦曾於2019年6月舉行「南寧東至香港西九龍高鐵開行誓師大會」，並為「進港列车」乘務員設計紫紅色調的全新制服。而該客運段亦曾於2019年6月14日上載宣傳視頻，內容闡述該列車的女乘務員接受培訓的情況，並以粵語進行向旅客問好的示範，但有網民留言認為片段中女乘務員並非廣西當地人，粵語發音並不標准，而以「女士們、先生們」稱呼乘客乃為歐化中文，廣州局集團及港鐵公司則會以「各位旅客」或「各位乘客」稱呼乘車者；部分留言者亦引用鐵道迷對南寧局集團的戲稱「二手局」，指出該局服務素質有待改善。
另一方面，南寧局集團屬下的南寧機務段亦於同期選出10名被評為素質高、業務精、服務優的中共黨員司機進入「進港指導組」，通過專業授課及實戰模擬，以全面提升進港動車組司機的文明禮儀、標准化作業、突發應急響應及平穩操縱能力等綜合技能作進行強化培訓，鐵路單位亦於7月9日發佈《進港鐵漢》視頻；在片段中，導師表示作為「進港指導組」的動車司機，其形象氣質、業務素質將成為南寧局集團動車組司機的標准，而司機們亦提出「高標定位，拼搏超越」之口號。

## 使用列车
本对列车现使用配属南宁局集团南宁屯里动车运用所的CR400AF-S。

## 外部連結
- 香港高速鐵路長途列車行車時間表 （页面存档备份，存于）（包含G417、G418）